# Principi zero de la termodinàmica

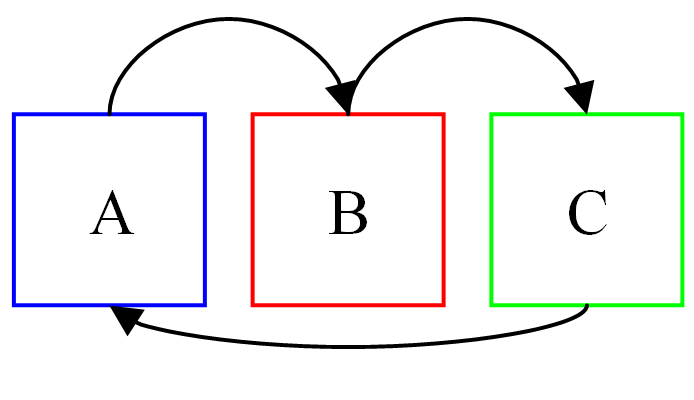
Esquema del principi zero de la termodinàmica

El principi zero de la termodinàmica (llei zero) és el principi o postulat que fa referència a l'equilibri termodinàmic. Aquest principi estableix que si dos sistemes termodinàmics estan cadascun en equilibri tèrmic amb un tercer sistema, aleshores estan en equilibri tèrmic entre ells.
Si se suposen tres sistemes A, B, C que es posen en contacte entre si, el principi zero s'enuncia de la manera següent:
- Si els sistemes A i B estan en equilibri termodinàmic, i els sistemes B i C estan en equilibri termodinàmic; llavors, els sistemes A i C estan en equilibri termodinàmic.

Quan dos sistemes es posen en contacte entre si, hi haurà un intercanvi d'energia i/o matèria entre aquests, llevat que ja estiguin en equilibri termodinàmic. Dos sistemes estan en equilibri termodinàmic entre si, si no canvien el seu estat pel fet de ser posats en contacte.
Tot i ser aquest un principi fonamental de la termodinàmica, la necessitat d'esmentar-lo expressament com un principi no va ser reconeguda fins a finals del segle xx, molt després que els tres principis fossin àmpliament coneguts i usats, d'aquí la seva numeració com a principi zero.